# István Slamovits
István Slamovits (* 12. července 1953, Miskolc) je maďarský kytarista, zpěvák, skladatel a textař.

## Životopis
Slamovits se narodil v Miskolci a již od útlého věku se projevoval jako hudebně nadané dítě. Na základní a poté i střední škole našel největší sympatie v právě se rozvíjejícím hard rocku a metalu a začal hrát na kytaru. Postupně se v hraní zdokonaloval a po několika angažmá v místních kapelách jej v roce 1977 přijal Attila Pataky do skupiny Edda. Později si název změnili na Edda Művek a první studiové album I. vydali roku 1981. Dvojice Pataky-Slamovits napsala v průběhu následujících několika let většinu největších hitů skupiny, které najdeme na prvních třech albech (I.-III.). V roce 1983 se však mezi oběma hudebníky vystupňovaly neshody v dalším směřování tvorby a rozhodli se skupinu rozpustit. Pataky se poté vydal na sólovou dráhu a Slamovits se stáhl zcela do ústraní. Po dvouleté odmlce ale nahrál a vydal své vlastní studiové album, nazvané Slamó. V roce 1987 spolu s Gáborem Szataim založil novou skupinu No. Skupina byla populární i v zahraničí, krátce nato však ale začal jejich věhlas upadat. Mezitím se Slamovits po letech částečně usmířil s Patakym, nabídku vrátit se do Eddy ale odmítl. Přesto vystoupil na několika výročních koncertech skupiny a roku 1988 vyšlo společné album Pataky–Slamovits, obsahující dříve nevydaný i nově nahraný materiál. Skupina No se v polovině 90. let rozpadla a Slamovits se živil jako textař a skladatel pro další umělce. V roce 1998 odešel do Izraele, odkud se roku 2005 vrátil aby obnovil uskupení No. Comeback však neměl dlouhého trvání: v roce 2007 se skupina znovu rozpadla a Slamovits podruhé odjel do Izraele. Definitivně se vrátil až v roce 2009, kdy zároveň založil svou novou skupinu Slamo. Ani tento pokus ale nebyl úspěšný a po dvou letech ukončil činnost. Poté se krátce objevil ve skupině Storm a nakonec vznikla nová kapela, nazvaná Slamo Revans. Přestože zatím nevydala žádné album, hraje v ní Slamovits i nadále.

## Diskografie

### Edda Művek
- 1980 - Edda Művek I.
- 1981 - Edda Művek II.
- 1983 - Edda Művek III.
- 1984 - Viszlát!
- 1988 - Pataky-Slamovits

### No
- 1992 - No 1.
- 1993 - A holnap fényei
- 1994 - Titkos napló 1-2.
- 1995 - No More

### Sólová alba
- 1985 - Slamó
- 1994 - Slamó Unplugged